# ويلف مارتن
ويلف مارتن (بالإنجليزية: Wilf Martin)‏ هو لاعب هوكي الجليد أمريكي، ولد في 25 يناير 1942 في St. Paul, Alberta ‏ في كندا.